# Fulcieri da Calboli
Fulcieri da Calboli (né vers 1270 à Calboli, en Émilie-Romagne - mort dans le même lieu en 1340) était un noble italien du XIVe siècle appartenant à la famille des Paolucci.

## Biographie
La famille Paolucci da Calboli originaire de Calboli, hameau de la commune de Rocca San Casciano, de la province de Forlì-Césène en Émilie-Romagne, où était érigé le château qui fut le siège son pouvoir.
Les Paolucci da Calboli, soutiens du parti guelfe, furent longtemps les concurrents des Ordelaffi, eux-mêmes soutiens du parti gibelin, pour obtenir le pouvoir sur Forlì mais ne réussirent que deux fois à l'obtenir, une fois aux dépens de Scarpetta Ordelaffi et une fois aux dépens de Francesco I Ordelaffi.
Fulcieri da Calboli eut une carrière politique importante et assura de nombreuses charges dans plusieurs villes :
- 1298 - podestat de Parme au premier semestre et de Milan au second semestre
- 1299 à 1300 - Capitaine du peuple de Bologne
- 1303 - podestat de Florence pendant deux semestres
- 1305 - podestat de Modène puis de Bologne
- 1307 - podestat de Bologne puis Capitaine du peuple de Bologne
- 1309 - podestat de San Gimignano
- 1312 à 1313 - capitaine de guerre pour Florence
- 1321 - Capitaine du peuple de Bologne
- 1322 - à la tête des Florentins dans la croisade déclenchée par Jean XXII contre ses ennemis
- 1326 - podestat de Bologne

L'épisode le plus connu de sa vie est son passage comme podestat de Florence en 1303. La ville était alors en crise à la suite de l'expulsion des Guelfes blancs en 1302 et il dut faire face à une tentative de reprise de la ville par ceux-ci, alliés aux forces de Bologne et aux Gibelins de Scarpetta Ordelaffi (auprès de qui Dante, lui-même Guelfe blanc, s'était réfugié après son expulsion de Florence).
La Bataille eut lieu au nord de Borgo San Lorenzo, dans le bourg de Puliciano, où se trouvait un château que Florence avait fortifié pour tenir la route. La nuit du 12 au 13 mars 1303, Fulcieri da Calboli mit en déroute les armées commandées par Scarpetta Ordelaffi et fit de nombreux prisonniers.
À la suite de cette bataille, il mena une répression féroce contre les Guelfes blancs de Florence faisant exécuter avec cruauté de nombreux partisans.
Dante dans la Divine Comédie le compare à une bête féroce. (Purgatoire, chant XIV, 58-66). Il fait dire à Guido del Duca, s'adressant à Rinieri da Calboli :

« Je vois ton neveu, qui devient chasseur de ces loups, sur la rive de l'horrible fleuve, et les épouvante tous. Il vend leur chair vivante ; puis il les tue, comme on tue une vieille bête; beaucoup de la vie, et lui d'honneur il prive. Sanglant il sort de la triste forêt : telle il la laisse, que, comparée à ce qu'elle fut jadis, d'ici à mille ans elle ne se reboisera pas »

La fin de sa vie fut consacrée à sa lutte sans fin contre les Ordelaffi, lutte qu'il mena avec son fils Paolo da Calboli, pour prendre le contrôle de Forli et de ses environs. L'année précédant sa mort, sous la pression de Florence il se réconcilia avec les Ordelaffi.